# São Francisco Futebol Clube (Acre)
São Francisco Futebol Clube é um clube brasileiro de futebol da cidade de Rio Branco, no estado do Acre. Possui as cores azul e vermelho.

## História
O São Francisco foi fundado no dia 10 de abril de 1967 por Vicente Barata. Vicente era um faz-tudo no clube católico. Era presidente, técnico, roupeiro, massagista e jogador.
O clube conseguiu chegar em duas finais do torneio da Imprensa (Torneio Início), em 2006 e 2007. Porém, o time católico perdeu ambas decisões para o Rio Branco: a primeira perdeu nos pênaltis por 4 a 3 (zero a zero no tempo normal), e na segunda, derrota do São Chico por 2x0. Gols de Ley e Pitbull.
O clube se licenciou por várias vezes. A última vez que se licenciou foi no ano de  2011, depois de participar novamente da Segunda Divisão do Campeonato Acreano. Campeonato este em que o São Francisco participou em duas vezes em que ocorreu (1977 e 2011), faturando o título em 1977, que foi sua única conquista.

## Títulos

### Competições oficiais
| ESTADUAIS | ESTADUAIS                       | ESTADUAIS | ESTADUAIS  |
|           | Competição                      | Títulos   | Temporadas |
| --------- | ------------------------------- | --------- | ---------- |
|           | Campeonato Acriano - 2ª Divisão | 1         | 1977       |

#### Categorias de base
Infantil
| Estaduais | Estaduais                   | Estaduais | Estaduais  |
|           | Competição                  | Títulos   | Temporadas |
| --------- | --------------------------- | --------- | ---------- |
| Acre      | Campeonato Acriano Infantil | 1         | 2018       |

## Estatísticas

### Participações
|  | Participações em 2025 |

| Competição | Competição         | Temporadas | Melhor campanha         | Estreia | Última | P | R |
| Acre       | Campeonato Acriano | 23         | Vice-campeão (2022)     | 1978    | 2025   |   | 3 |
| Acre       | Segunda Divisão    | 12         | Campeão (1977)          | 1969    | 2017   | 2 |   |
|            | Copa Verde         | 1          | Oitavas de final (2023) | 2023    | 2023   |   |   |
| Brasil     | Série D            | 1          | Fase de grupos (2023)   | 2023    | 2023   | – |   |
| Brasil     | Copa do Brasil     | 1          | 1ª fase (2023)          | 2023    | 2023   |   |   |

### Competições estaduais
Campeonato Acriano
| Ano  | 2000 | 2001 | 2002 | 2003 | 2004 | 2005 | 2006 | 2007 | 2008 | 2009 |
| Pos. | —    | —    | —    | —    | —    | —    | 8º   | 5º   | 8º   | 7º   |
| Ano  | 2010 | 2011 | 2012 | 2013 | 2014 | 2015 | 2016 | 2017 | 2018 | 2019 |
| Pos. | —    | —    | —    | —    | —    | —    | —    | —    | 8º   | 9º   |
| Ano  | 2020 | 2021 | 2022 | 2023 | 2024 | 2025 |      |      |      |      |
| Pos. | 8º   | 6º   | 2º   | 6º   | 6º   | 7º   |      |      |      |      |
| ---- | ---- | ---- | ---- | ---- | ---- | ---- | ---- | ---- | ---- | ---- |

Campeonato Acriano - Segunda Divisão
| Ano  | 2010 | 2011 | 2012 | 2013 | 2014 | 2015 | 2016 | 2017 | 2018 | 2019 |
| Pos. |      | 6º   | —    | —    | 3º   | —    | —    | 2º   | —    | —    |
| ---- | ---- | ---- | ---- | ---- | ---- | ---- | ---- | ---- | ---- | ---- |

Legenda:
| Vice-campeão Rebaixado à divisão inferior |